# Sendayan
Sendayan is een bestuurslaag in het regentschap Kampar van de provincie Riau, Indonesië. Sendayan telt 1466 inwoners (volkstelling 2010).